# 第82回東京優駿

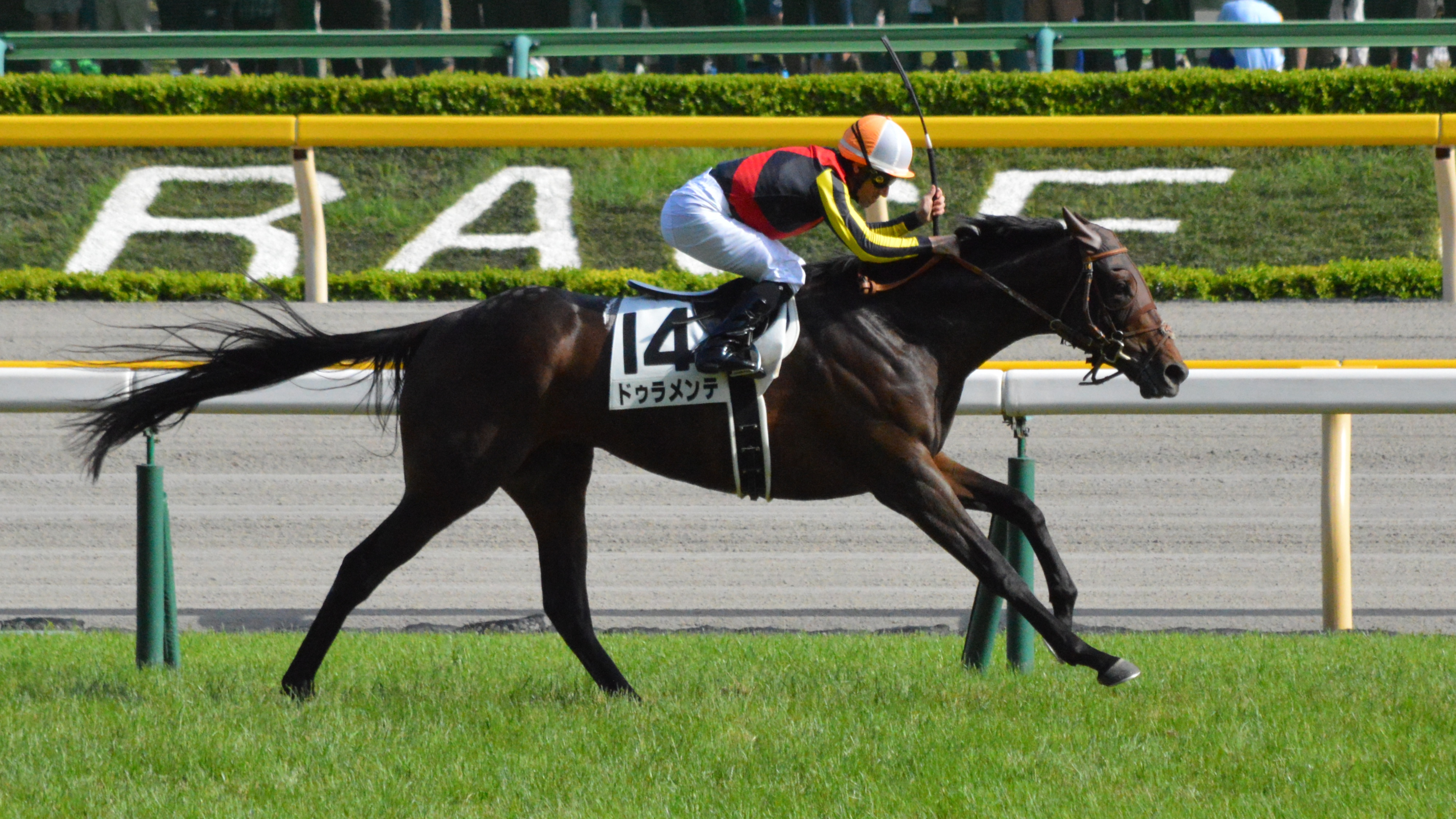
第82回東京優駿
(優勝馬;ドゥラメンテ)

第82回東京優駿（だいはちじゅうにかいとうきょうゆうしゅん）は2015年5月31日に東京競馬場で施行された競馬の競走である。ミルコ・デムーロ騎乗のドゥラメンテが優勝した。

## 出走馬の状況
レース前の予想では、皐月賞で直線で上がり3ハロン1位となる33.9秒の末脚を披露し勝利したドゥラメンテが単勝オッズ1.9倍の1番人気。皐月賞で2着など、デビューした新馬戦以来、2着以内を続ける安定感と、ドゥラメンテを下して共同通信杯を制している実績を残すリアルスティールが3.8倍の2番人気。弥生賞を勝ち、皐月賞で1番人気に推されながら6着に敗退した6.3倍の3番人気サトノクラウンまでが単勝オッズ1桁台の人気であった。
その他、同じ舞台の青葉賞を制したレーヴミストラル、京都新聞杯を制したサトノラーゼン、皐月賞3着でスプリングステークスの勝ち馬キタサンブラックが上位人気に名を連ねた。

### トライアル競走の結果
第75回皐月賞 GI
- 中山・芝2000mで施行。
- 5着以内に優先出走権が与えられ、ブライトエンブレム、クラリティスカイを除く3頭が出走（ブライトエンブレムは右前脚裂蹄を発症し回避[2]。クラリティスカイはNHKマイルカップに出走し1着。）

| 着順 | 競走馬名           | 性齢 | 騎手       | タイム | 着差     |
| ---- | ------------------ | ---- | ---------- | ------ | -------- |
| 1着  | ドゥラメンテ       | 牡3  | M.デムーロ | 1:58.2 |          |
| 2着  | リアルスティール   | 牡3  | 福永祐一   | 1:58.4 | 1馬身1/2 |
| 3着  | キタサンブラック   | 牡3  | 浜中俊     | 1:58.8 | 2馬身1/2 |
| 4着  | ブライトエンブレム | 牡3  | 田辺裕信   | 1:58.8 | アタマ   |
| 5着  | クラリティスカイ   | 牡3  | 横山典弘   | 1:58.9 | 1/2      |

第22回青葉賞 GII
- 東京・芝2400mで施行。
- 2着以内に優先出走権が与えられ、いずれも出走。

| 着順 | 競走馬名           | 性齢 | 騎手     | タイム | 着差 |
| ---- | ------------------ | ---- | -------- | ------ | ---- |
| 1着  | レーヴミストラル   | 牡3  | 川田将雅 | 2:26.9 |      |
| 2着  | タンタアレグリア   | 牡3  | 蛯名正義 | 2:27.0 | 1/2  |
| 3着  | ヴェラヴァルスター | 牡3  | 田辺裕信 | 2:27.1 | 1/2  |

プリンシパルステークス OP
- 東京・芝2000mで施行。
- 1着馬に優先出走権が与えられたが、出走を回避した。

| 着順 | 競走馬名           | 性齢 | 騎手       | タイム | 着差  |
| ---- | ------------------ | ---- | ---------- | ------ | ----- |
| 1着  | アンビシャス       | 牡3  | C.ルメール | 2:00.2 |       |
| 2着  | ケツァルテナンゴ   | 牡3  | 戸崎圭太   | 2:00.4 | 1馬身 |
| 3着  | マイネルシュバリエ | 牡3  | 柴田大知   | 2:00.5 | 3/4   |

### その他の主な前哨戦の結果
第63回京都新聞杯 GII
- 京都・芝2200mで施行。

| 着順 | 競走馬名           | 性齢 | 騎手     | タイム | 着差 |
| ---- | ------------------ | ---- | -------- | ------ | ---- |
| 1着  | サトノラーゼン     | 牡3  | 川田将雅 | 2:11.3 |      |
| 2着  | ポルトドートウィユ | 牡3  | 武豊     | 2:11.4 | 1/2  |
| 3着  | アルバートドック   | 牡3  | 藤岡康太 | 2:11.4 | ハナ |

## 出走馬と枠順
2015年5月31日　第2回東京競馬第12日目 第10競走
天気：晴、馬場状態：良、発走時刻：15時40分
| 枠番 | 馬番 | 競走馬名           | 性齢 | 騎手        | オッズ  | 人気 | 馬体重 |
| ---- | ---- | ------------------ | ---- | ----------- | ------- | ---- | ------ |
| 1    | 1    | サトノラーゼン     | 牡3  | 岩田康誠    | 18.7倍  | 5    | 454    |
| 1    | 2    | タンタアレグリア   | 牡3  | 蛯名正義    | 23.4倍  | 7    | 470    |
| 2    | 3    | コメート           | 牡3  | 嘉藤貴行    | 234.9倍 | 16   | 490    |
| 2    | 4    | グァンチャーレ     | 牡3  | 松岡正海    | 220.5倍 | 15   | 446    |
| 3    | 5    | ダノンメジャー     | 牡3  | 小牧太      | 160.7倍 | 13   | 482    |
| 3    | 6    | ポルトドートウィユ | 牡3  | 武豊        | 25.5倍  | 8    | 480    |
| 4    | 7    | レーヴミストラル   | 牡3  | 川田将雅    | 16.2倍  | 4    | 480    |
| 4    | 8    | ベルラップ         | 牡3  | 三浦皇成    | 162.8倍 | 14   | 492    |
| 5    | 9    | コスモナインボール | 牡3  | 柴田大知    | 276.9倍 | 18   | 474    |
| 5    | 10   | ミュゼエイリアン   | 牡3  | 横山典弘    | 70.7倍  | 10   | 474    |
| 6    | 11   | サトノクラウン     | 牡3  | C.ルメール  | 6.3倍   | 3    | 470    |
| 6    | 12   | アダムスブリッジ   | 牡3  | 和田竜二    | 76.4倍  | 11   | 472    |
| 7    | 13   | リアルスティール   | 牡3  | 福永祐一    | 3.8倍   | 2    | 498    |
| 7    | 14   | ドゥラメンテ       | 牡3  | Ｍ.デムーロ | 1.9倍   | 1    | 484    |
| 7    | 15   | ミュゼスルタン     | 牡3  | 柴田善臣    | 54.4倍  | 9    | 466    |
| 8    | 16   | スピリッツミノル   | 牡3  | 酒井学      | 119.9倍 | 12   | 478    |
| 8    | 17   | キタサンブラック   | 牡3  | 北村宏司    | 20.7倍  | 6    | 520    |
| 8    | 18   | タガノエスプレッソ | 牡3  | 菱田裕二    | 276.4倍 | 17   | 438    |

## レース結果

### レース内容
スタートは大方揃ったが、ポルトドートウィユが出遅れた。ミュゼエイリアンがハナを奪い、その後ろは外からキタサンブラック、コメート、スピリッツミノルが先行集団を形成して、2コーナーに向かった。人気どころでは、ドゥラメンテが中団8番手、後方から5番手にリアルスティールとサトノクラウンが位置した。先頭のミュゼエイリアンの1000ｍ通過は58秒8のペースで進み、ミュゼエイリアンが先頭のまま、隊列が縦長で最後の直線に進入した。
キタサンブラックが逃げるミュゼエイリアンを捉え先頭に並びかけたが、3馬身後方から、ドゥラメンテがサトノラーゼンを連れて追い込み、さらに外からリアルスティールとサトノクラウンが追い込んだ。
残り200mで、追い込んだドゥラメンテがサトノラーゼンとの併せ馬を制し、先頭に立ち、スピードを持続したまま、ゴールした。
2着は、ドゥラメンテとの併せ馬に屈したサトノラーゼン、また3着は後方から追い込んだサトノクラウンが入った。

### レース着順[7]
| 着順 | 枠番 | 馬番 | 競走馬名           | タイム | 上がり3ハロン | 着差     |
| ---- | ---- | ---- | ------------------ | ------ | ------------- | -------- |
| 1    | 7    | 14   | ドゥラメンテ       | 2:23.2 | 33.9          |          |
| 2    | 1    | 1    | サトノラーゼン     | 2.23.5 | 34.2          | 1馬身3/4 |
| 3    | 6    | 11   | サトノクラウン     | 2:23.5 | 33.8          | ハナ     |
| 4    | 7    | 13   | リアルスティール   | 2.23.8 | 34.3          | 2馬身    |
| 5    | 2    | 3    | コメート           | 2.23.9 | 35.0          | 3/4      |
| 6    | 7    | 15   | ミュゼスルタン     | 2:24.0 | 34.0          | クビ     |
| 7    | 1    | 2    | タンタアレグリア   | 2:24.0 | 34.1          | クビ     |
| 8    | 2    | 4    | グァンチャーレ     | 2:24.1 | 34.7          | 1/2      |
| 9    | 4    | 7    | レーヴミストラル   | 2:24.5 | 35.1          | 2馬身1/2 |
| 10   | 5    | 10   | ミュゼエイリアン   | 2:24.6 | 36.0          | 3/4      |
| 11   | 3    | 5    | ダノンメジャー     | 2:24.8 | 35.1          | 3/4      |
| 12   | 3    | 6    | ポルトドートウィユ | 2:25.3 | 35.1          | 3馬身    |
| 13   | 8    | 18   | タガノエスプレッソ | 2:25.5 | 36.6          | 1馬身    |
| 14   | 8    | 17   | キタサンブラック   | 2:25.5 | 36.8          | クビ     |
| 15   | 4    | 8    | ベルラップ         | 2:26.2 | 37.0          | 4馬身    |
| 16   | 5    | 9    | コスモナインボール | 2:26.8 | 37.7          | 3馬身1/2 |
| 17   | 6    | 12   | アダムスブリッジ   | 2:26.8 | 37.0          | アタマ   |
| 18   | 8    | 16   | スピリッツミノル   | 2:26.9 | 38.0          | 1/2      |

### 制裁
- リアルスティール騎乗の福永祐一は、最後の直線コースで内側に斜行したことについて過怠金5万円が科せられた。（被害馬：タンタアレグリア）

### データ[7]
| ハロンタイム        | 12.7 - 10.9 - 11.8 - 11.7 - 11.7 - 12.5 - 12.5 - 12.4 - 12.4 - 11.9 - 11.0 - 11.7 |
| 1000m通過タイム     | 58秒8(ミュゼエイリアン）                                                          |
| 上がり4ハロン       | 47秒0                                                                             |
| 上がり3ハロン       | 34秒6                                                                             |
| 優勝馬上がり3ハロン | 33秒9（ドゥラメンテ）                                                             |
| 上がり3ハロン最速   | 33秒8（サトノクラウン）                                                           |

### 払戻[7]
|        | 馬番／枠番  | 人気 | 金額（円） |
| ------ | ----------- | ---- | ---------- |
| 単勝   | 14          | 1    | 190        |
| 複勝   | 14          | 1    | 130        |
| 複勝   | 1           | 4    | 310        |
| 複勝   | 11          | 3    | 210        |
| 枠連   | 1- 7        | 3    | 580        |
| 馬連   | 1 - 14      | 5    | 1,980      |
| 馬単   | 14 → 1      | 5    | 2,220      |
| ワイド | 1 - 14      | 5    | 730        |
| ワイド | 11 - 14     | 2    | 400        |
| ワイド | 1 - 11      | 14   | 1,420      |
| 3連複  | 1 - 11 - 14 | 9    | 3,950      |
| 3連単  | 14 → 1 → 11 | 36   | 15,760     |

## エピソード

### 競走にまつわるエピソード
- ドゥラメンテはクラシック二冠を達成。（クラシック二冠は2012年のゴールドシップ[注 1]以来）
- また皐月賞、東京優駿の春のクラシック二冠は、（三冠馬であるセントライト、シンザン、ミスターシービー、シンボリルドルフ、ナリタブライアン、ディープインパクト、オルフェーヴル。そして二冠馬であるトウカイテイオー、ミホノブルボン、サニーブライアン、ネオユニヴァース、メイショウサムソン[注 2]など22頭がこれまでに達成しており、23頭目の達成である。（2011年のオルフェーヴル以来の達成）
- ドゥラメンテは、両橈骨遠位端骨折が発見されたため、菊花賞の出走を断念することとなった。
- 関東馬のダービー馬は6年ぶりの誕生（2009年優勝ロジユニヴァース以来）。
- 関東馬のクラシック二冠馬は1997年のサニーブライアン以来、実に18年ぶりとなった。
- キングカメハメハ産駒初のダービー優勝馬である（2017年レイデオロがキングカメハメハ産駒2頭目のダービー制覇している）。
  - 親子で東京優駿をレコード勝ちしたのは史上初[注 3]
- 嘉藤貴行騎手はコメートに騎乗し、デビュー16年目で初のダービー騎乗となった。[8]
- ミルコ・デムーロは短期騎手免許でイタリアから参戦した2003年以来の日本ダービー2勝目をマークした（この時の勝ち馬ネオユニヴァースも二冠を達成している）。
  - デムーロは12年ぶりの日本ダービー制覇となったが、これは増沢末夫(19年間)に次ぎ、大崎昭一と並ぶ同レース史上2位タイのブランク制覇となっている（2024年現在）

### その他
- 売り上げは240億2684万400円で対前年比102.0%とアップ。[9]

## 出走馬のその後
主な勝ち鞍は、重賞競走、オープン競走、特別競走の勝利のみを、主な成績は重賞、オープン競走の2着、3着を表示する。
| 着順 | 競走馬名                     | 戦績                      | 主な勝ち鞍 | 主な成績 | 備考                                             | 出典          |
| ---- | ---------------------------- | ------------------------- | --- | --- | ------------------------------------------------ | ------------- |
| 1    | ドゥラメンテ                 | 9戦5勝                    | →詳細は「 ドゥラメンテ 」を参照                                                                                | →詳細は「 ドゥラメンテ 」を参照 | 2015年JRA最優秀3歳牡馬 （引退・種牡馬 2021年没） | [ 10 ]        |
| 2    | サトノラーゼン →Satono Razen | 日本:21戦3勝 豪州:22戦0勝 | GII 京都新聞杯 500万円以下 はなみずき賞                                                                        | 東京優駿（日本ダービー）（GI）2着、 サマーカップ（オーストラリアG3）2着 リゲルステークス（OP）2着 米子ステークス（OP）2着 小倉日経オープン（OP）3着 ゴスフォード金杯（L（準重賞）2着 | （豪州移籍・引退）                               | [ 14 ] [ 15 ] |
| 3    | サトノクラウン               | 20戦7勝                   | →詳細は「 サトノクラウン 」を参照                                                                              | →詳細は「 サトノクラウン 」を参照 | （引退・種牡馬）                                 | [ 17 ]        |
| 4    | リアルスティール             | 17戦4勝                   | →詳細は「 リアルスティール 」を参照                                                                            | →詳細は「 リアルスティール 」を参照 | （引退・種牡馬）                                 | [ 19 ]        |
| 5    | コメート                     | 8戦2勝                    | 500万円以下 きんもくせい特別                                                                                   | ホープフルステークス（GII）2着 | （引退・種牡馬）                                 | [ 21 ]        |
| 6    | ミュゼスルタン               | 7戦3勝                    | →詳細は「 ミュゼスルタン 」を参照                                                                              | →詳細は「 ミュゼスルタン 」を参照 | （引退・種牡馬）                                 | [ 23 ]        |
| 7    | タンタアレグリア             | 15戦3勝                   | →詳細は「 タンタアレグリア 」を参照                                                                            | →詳細は「 タンタアレグリア 」を参照 | （現役中死亡・抹消）                             | [ 25 ]        |
| 8    | グァンチャーレ               | 42戦5勝                   | →詳細は「 グァンチャーレ 」を参照                                                                              | →詳細は「 グァンチャーレ 」を参照 | （引退・種牡馬）                                 | [ 27 ]        |
| 9    | レーヴミストラル             | 17戦4勝                   | →詳細は「 レーヴミストラル 」を参照                                                                            | →詳細は「 レーヴミストラル 」を参照 | （引退・種牡馬）                                 | [ 29 ]        |
| 10   | ミュゼエイリアン             | 32戦3勝                   | GIII 毎日杯 OP 東風ステークス                                                                                  | セントライト記念（GII）2着 ニューイヤーステークス（OP、L）3着 | （引退）                                         | [ 30 ]        |
| 11   | ダノンメジャー               | 29戦6勝                   | OP 野路菊ステークス 都大路ステークス 小倉日経オープン 1600万円以下 八坂ステークス 1000万円以下 小豆島特別      | 京都2歳ステークス（GIII）2着 カシオペアステークス（OP）2着 福島テレビオープン（OP）3着                                                                                               | （現役中死亡・抹消）                             | [ 32 ]        |
| 12   | ポルトドートウィユ           | 12戦2勝                   | 500万円以下 シクラメン賞                                                                                       | 京都新聞杯（GII）2着 きさらぎ賞（GIII）2着 萩ステークス（OP）2着 | （引退・不明）                                   | [ 34 ]        |
| 13   | タガノエスプレッソ           | 36戦6勝                   | →詳細は「 タガノエスプレッソ 」を参照                                                                          | →詳細は「 タガノエスプレッソ 」を参照 | （現役）                                         | [ 35 ]        |
| 14   | キタサンブラック             | 20戦12勝                  | →詳細は「 キタサンブラック 」を参照                                                                            | →詳細は「 キタサンブラック 」を参照 | （引退・種牡馬）                                 | [ 37 ]        |
| 15   | ベルラップ                   | 16戦3勝                   | →詳細は「 ベルラップ 」を参照                                                                                  | →詳細は「 ベルラップ 」を参照 | （引退・乗馬・不明）                             | [ 39 ]        |
| 16   | コスモナインボール           | 中央:32戦4勝 高知:15戦5勝 | OP アイビーステークス 500万円以下 アスター賞                                                                   | | （高知移籍・現役）                               | [ 40 ]        |
| 17   | アダムスブリッジ             | 5戦2勝                    | OP 若駒ステークス                                                                                              | 若葉ステークス（OP）3着 | （引退・乗馬）                                   | [ 43 ]        |
| 18   | スピリッツミノル             | 36戦6勝                   | OP すみれステークス 大阪城ステークス（L） 1600万円以下 比叡ステークス 1000万円以下 京橋特別 500万円以下 梅花賞 | 万葉ステークス（OP）3着 | （引退）                                         | [ 45 ]        |

- 情報は2020年7月23日現在

## テレビ・ラジオ中継
本レースのテレビ・ラジオ放送の実況担当者
- 日本放送協会（NHK）：藤井康生[46]
- ラジオNIKKEI：中野雷太
- フジテレビ：青嶋達也